# Justified (televisieserie)
Justified (gerechtvaardigd) is een Amerikaanse politieserie gecreëerd door Graham Yost, gebaseerd op de romans Pronto en Riding the Rap en het kortverhaal Fire in the Hole van Elmore Leonard. De serie ging in première op 16 maart 2010 op FX. Het tweede seizoen begon op 9 februari 2011, het derde seizoen op 17 januari 2012, het vierde seizoen op 8 januari 2013, het vijfde seizoen op 7 januari 2014 en het zesde en laatste seizoen op 20 januari 2015. Elk seizoen bestaat uit 13 afleveringen.
Justified heeft goede kritieken gekregen, met name voor het acteren, regisseren, art direction, en schrijven, alsook voor het acteren van hoofdrolspeler Timothy Olyphant. De serie werd tussen 2010 en 2012 genomineerd voor zeven Primetime Emmy Awards, waarbij het twee keer won, namelijk voor de rollen van Margo Martindale als Mags Bennet en Jeremy Davies als Dickie Bennet.

## Verhaal
Raylan Givens is een U.S. Marshal die er controversiële opvattingen op nahoudt die doen denken aan de sheriffs uit de negentiende eeuw, waarbij zijn gevoel van rechtvaardigheid primeert op de letter van de wet. Dat maakt hem niet populair bij zijn oversten en maakt hem tot doelwit van criminelen. Als hij in Florida gerechtvaardigd een voortvluchtige crimineel neerschiet, wordt hij overgeplaatst naar Lexington, Kentucky, waar hij terugkeert naar de plaats waar hij geboren werd en opgroeide, Harlan, een landelijke mijnstad en onderdeel van het gebied. Het eerste seizoen staat in het teken van zijn conflict met zijn voormalige schoolgenoot Boyd Crowder. In het tweede seizoen gaat hij de strijd aan met de criminele familie Bennett en in het derde seizoen komt ook drugshandelaar Robert Quarles (gespeeld door Neal McDonough) op zijn pad. Seizoen vier handelt om het mysterie rond een dertig jaar geleden verongelukte parachutist. Het vijfde seizoen richt zich op de alligator-kwekende Crowe misdaad familie. In het zesde en laatste seizoen gaat de rivaliteit tussen Raylan en Boyd naar het hoogtepunt.

## Rolverdeling

### Hoofdrollen
| Timothy Olyphant | Raylan Givens  | 13 | 13 | 13 | 13 | 13 | 13 | 78 |
| Walton Goggins   | Boyd Crowder   | 9  | 13 | 13 | 13 | 13 | 13 | 74 |
| Joelle Carter    | Ava Crowder    | 11 | 12 | 11 | 13 | 13 | 13 | 73 |
| Nick Searcy      | Art Mullen     | 12 | 12 | 10 | 11 | 11 | 9  | 65 |
| Jacob Pitts      | Tim Gutterson  | 8  | 8  | 6  | 11 | 8  | 12 | 53 |
| Erica Tazel      | Rachel Brooks  | 8  | 7  | 6  | 9  | 8  | 11 | 49 |
| Jerre Burns      | Wynn Duffy     | 2  | 2  | 9  | 7  | 10 | 11 | 41 |
| Natalie Zea      | Winona Hawkins | 10 | 11 | 7  | 3  | 2  | 3  | 36 |

### Bijrollen
| David Meunier      | Johnny Crowder   | 6 | 4  | 10 | 12 | 5  |   | 37 |
| Raymond J. Barry   | Arlo Givens      | 4 | 6  | 8  | 4  |    | 1 | 23 |
| Jeremy Davies      | Dickie Bennet    |   | 11 | 7  |    | 1  | 1 | 20 |
| Kaitlyn Dever      | Loretta McCready |   | 9  | 2  |    | 1  | 5 | 17 |
| Joseph Lyle Taylor | Doyle Bennet     |   |    |    |    | 11 |   | 11 |
| Margo Martindale   | Mags Bennet      |   | 10 |    |    |    |   | 10 |
| Brad William Henke | Coover Bennet    |   | 7  |    |    |    |   | 7  |